# Агрієш
Агрієш (рум. Agrieș) — село у повіті Бистриця-Несеуд в Румунії. Входить до складу комуни Тирлішуа.
Село розташоване на відстані 362 км на північний захід від Бухареста, 40 км на північний захід від Бистриці, 80 км на північний схід від Клуж-Напоки.

## Населення
За даними перепису населення 2002 року у селі проживали 874 особи, усі — румуни. Усі жителі села рідною мовою назвали румунську.